# Chant de marins
 (décembre 2017).
Si vous disposez d'ouvrages ou d'articles de référence ou si vous connaissez des sites web de qualité traitant du thème abordé ici, merci de compléter l'article en donnant les références utiles à sa vérifiabilité et en les liant à la section « Notes et références ».
 (décembre 2017).

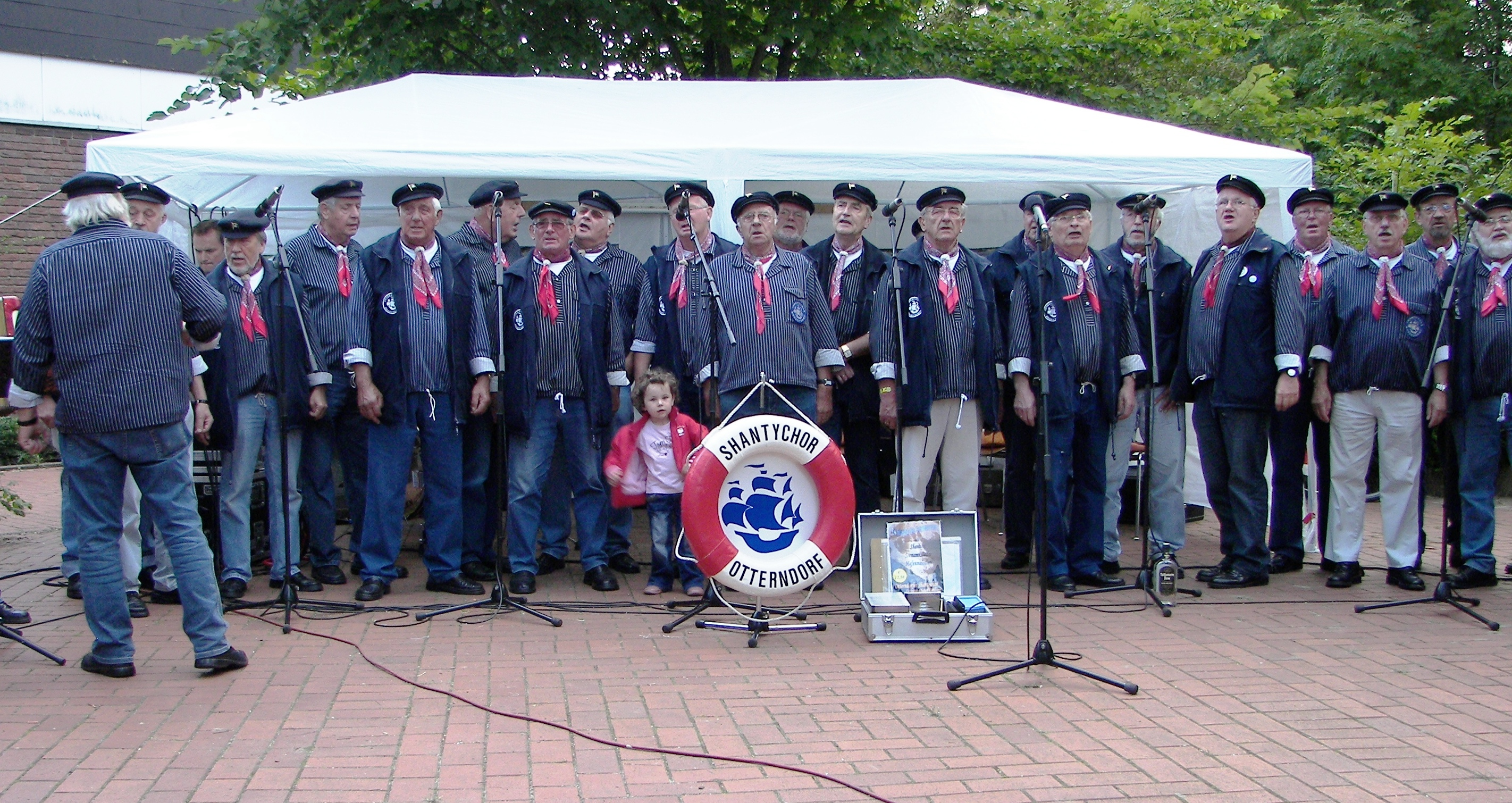
Le chœur marin Shantychor d'Otterndorf (Allemagne).

Un chant de marins est une chanson entonnée en mer par les marins ; plus rarement dans les ports.
Au temps de la marine à voile, le chant de marins avait une importance particulière : sa principale fonction était de rythmer et ainsi synchroniser le travail en équipe. On trouve donc essentiellement des chants de travail appelés « Shanties », mais aussi des chansons d'agrément.

## Caractéristiques

### Typologie

#### Chants de travail
Quelques opérations associés à des chants de marins :
- chants à hisser : pour rythmer la montée des voiles hissées à la force des bras par un jeu de drisses sur poulie ;
- chants à virer, au cabestan, au guindeau : pour donner la cadence et coordonner l'effort ;
- chants à pomper : pour rythmer le travail sur la pompe chargée d'évacuer l'eau de mer infiltrée au cours de la traversée ;
- chants à nager (« ramer », dans le vocabulaire des gens d'à terre) : pour rythmer et coordonner le mouvement des avirons ;
- chants à déhaler : pour déplacer un navire en halant sur les amarres.

## Exemples
Les « chants à curer les runs » sont entonnés successivement par des équipes composées d'une dizaine de marins - les pelletas - creusant chaque nuit des tranchées (runs chez les marins bretons au moins) dans la cargaison de sel des bateaux morutiers en vue d'y ranger la pêche du lendemain. Ils sont divers puisqu'ils sont composés d'éléments courts (quatrains) assez librement associés, chacun lancé par tel ou tel membre de l'équipe et repris par les autres jusqu'à la pause dans le travail qui intervient à la fin du chant. Ces chants avaient pour but d'égayer une tâche ingrate (d'où des paroles souvent grivoises) et d'apprécier le nombre de pelletées remuées par la bordée.

### Chants de détente
- Chants de gaillard d'avant : Le gaillard d'avant est la partie du bateau où se reposait l'équipage.
- Complaintes
- Chants à danser : Certaines périodes d'inactivité (manque de vent, etc.) étaient propices aux querelles. Une des solutions pour occuper les marins consistait à les faire danser.
- Chansons des ports
- Charivari : Chanson grivoise composée ou improvisée par l'équipage moquant un ou plusieurs officiers. Tradition tolérée à bord. Les couplets semi improvisés devaient systématiquement rimer en « i » , si possible avec le mot « aussi » sur le mode : « Charivari ! - et pour qui ? - pour le lieutenant, un abruti ! - et pour qui ? - pour le commandant… qu'a une épée aussi ! » La récréation du Charivari, traditionnellement lancée à l'occasion d'un effort particulièrement dur (lorsque par exemple il faut forcer sur le cabestan pour déraper - arracher l'ancre du fond - avant de la ramener à bord) était tolérée à l'époque de la Restauration, puis fut progressivement abolie sous le régime, plus autoritaire, de Napoléon III[3].

### Provenance
Sur tous les bateaux du monde, les chants de marins répondaient au besoin de synchroniser les efforts. On en trouve donc dans tous les pays ayant une tradition maritime et à toutes les époques jusqu'à l'abandon de la voile à la fin du XIXe siècle et le passage de la force musculaire à la force mécanique. Depuis, les chants de marins restent vivants dans les régions de tradition maritime, notamment parce qu'ils sont un moyen de reconnaissance identitaire.

### Caractéristiques musicales
Le chant de marins était entonné par des personnes ayant peu ou pas de formation musicale. Sa structure est donc généralement simple (une suite de couplets simples entrecoupés d'un refrain ou d'une phrase reprise en leitmotiv), la mélodie est facile à mémoriser et les paroles font explicitement référence au milieu professionnel dans lequel vivent les marins. L'instrument essentiel était la voix. Quelques instruments étaient utilisés pour les chants de détente : accordéon, violon.
Les chants de travail étaient rythmés suivant l'effort à fournir.
- chansons à hisser : l'effort pour hisser une voile dépend des balancements du navire. Ces chants sont rythmés par le roulis ; un chanteur entonne seul un ou deux vers, un chœur lui répond par une phrase qui varie peu. Lors d'une demi-période de roulis la tension du cordage est diminuée, c'est le temps faible où les hommes alignés sur le filin peuvent l'embraquer, par contre, lors de la seconde demi-période l'effort dû au roulis s'ajoute au lieu de se retrancher, il faut bloquer le filin et donc fournir un effort intense, marqué par une sorte de « cri primal » : c'est notamment le cas de la chanson Jean François de Nantes dans le domaine francophone (on bloque le filin sur « ouais oué oué »)[4] ou, dans le domaine anglo-saxon, du célèbre Blow the man down (on bloque le filin sur « Wae hey, blow the man down »)[5]. Les chansons à hisser ont donc un rythme bien à elles, qui s'identifie assez facilement, c'est celui de la houle en mer ouverte.
- chansons à nager (à ramer) : rythmées par les mouvements des avirons, elles sont souvent lentes, ce qui s'accommode de paroles plutôt tristes.
- chansons à virer : virer l'ancre au cabestan (remonter ou descendre l'ancre) s'effectue sur un rythme de marche rapide, une sorte de ronde, les marins poussent les barres du cabestan en tournant autour de son axe pour donner au navire de l'erre (de l'élan) qui permettra d'arracher (de déraper) l'ancre : les chansons correspondantes sont d'un caractère plus joyeux. Parmi les chansons à virer du répertoire francophone, on peut citer As-tu connu le père Lancelot ? (ou le père Winslow, il s'agit du même homme, un capitaine baleinier américain, particulièrement brutal avec ses matelots, comme l'étaient les capitaines américains de cette époque, recrutés par des armateurs français vers 1835 pour tenter de relancer en France la chasse à la baleine, qui était tombée en désuétude).

De par sa présence sur tous les continents, le répertoire est extrêmement varié. Sa diffusion était assurée par les contacts à l'occasion des escales ou par les marins étrangers embarqués dans un équipage. Dans la marine nationale (militaire), il existait un répertoire de chants qu'il était interdit d'entonner, souvent à cause de leurs paroles hostiles aux autorités ou aux vertus patriotiques (c'est le cas du célèbre Adieu cher Camarade , aux paroles quasi anarchistes, qui fut repris notamment par Marc Ogeret )
Il est illusoire d'imaginer une « version originale du chant » à la manière des créations modernes, les chants s'étant transmis, aussitôt créés, en évoluant sans cesse. Les paroles, la mélodie et le rythme ont varié selon la sensibilité des interprètes et l'usage qu'on en faisait. Tel chant lent et syncopé pour le travail pouvait devenir une danse en accélérant son rythme. Les paroles étaient souvent en partie improvisées à bord, et certains quartiers-maîtres étaient connus pour leur créativité. Certaines chansons existaient en plusieurs versions : celles avec des paroles très crues, entonnée uniquement à bord, et celles « pour la compagnie », qu'on pouvait chanter au port. Les marins réutilisaient les bribes de chansons plus anciennes qu'ils avaient apprises pour en composer une nouvelle. Il a fallu attendre les collectages du XIXe siècle pour que soient fixés les chants de marins.
Le plus connu des mémorialistes de la marine à voile, le Commandant Hayet, ancien capitaine au long cours (avant la guerre de 14-18), d'origine bordelaise, qui recueillit et transcrivit les chansons de bord du temps de la Marine à voile publia d'ailleurs deux versions de son recueil : l'une quelque peu expurgée titrée Chansons de bord et l'autre, non expurgée, sous le titre Chansons de la marine à voile… sans voiles aux paroles plus authentiques... et nettement plus « salées », qu'il publia sous le pseudonyme de Jean Marie Le Bihor.

## Vocabulaire
Les chants de marins sont parsemés de termes de métier parfaitement courants à l'époque de la marine à voile. Certains sont encore utilisés par les marins de plaisance, mais leur sens est aujourd'hui inconnu du grand public.

## Festivals de chants de marins
Les principaux festivals francophones de chants de marins sont :
- Festival du chant de marin, Paimpol, nommée « Fête du chant de marin » à ses débuts en 1989.
- Fêtes maritimes de Brest, Brest (Finistère)
- Fête du chant de marin, Saint-Jean-Port-Joli (Comté de l'Islet, Québec)

## Chanteurs et groupes de chants de marins

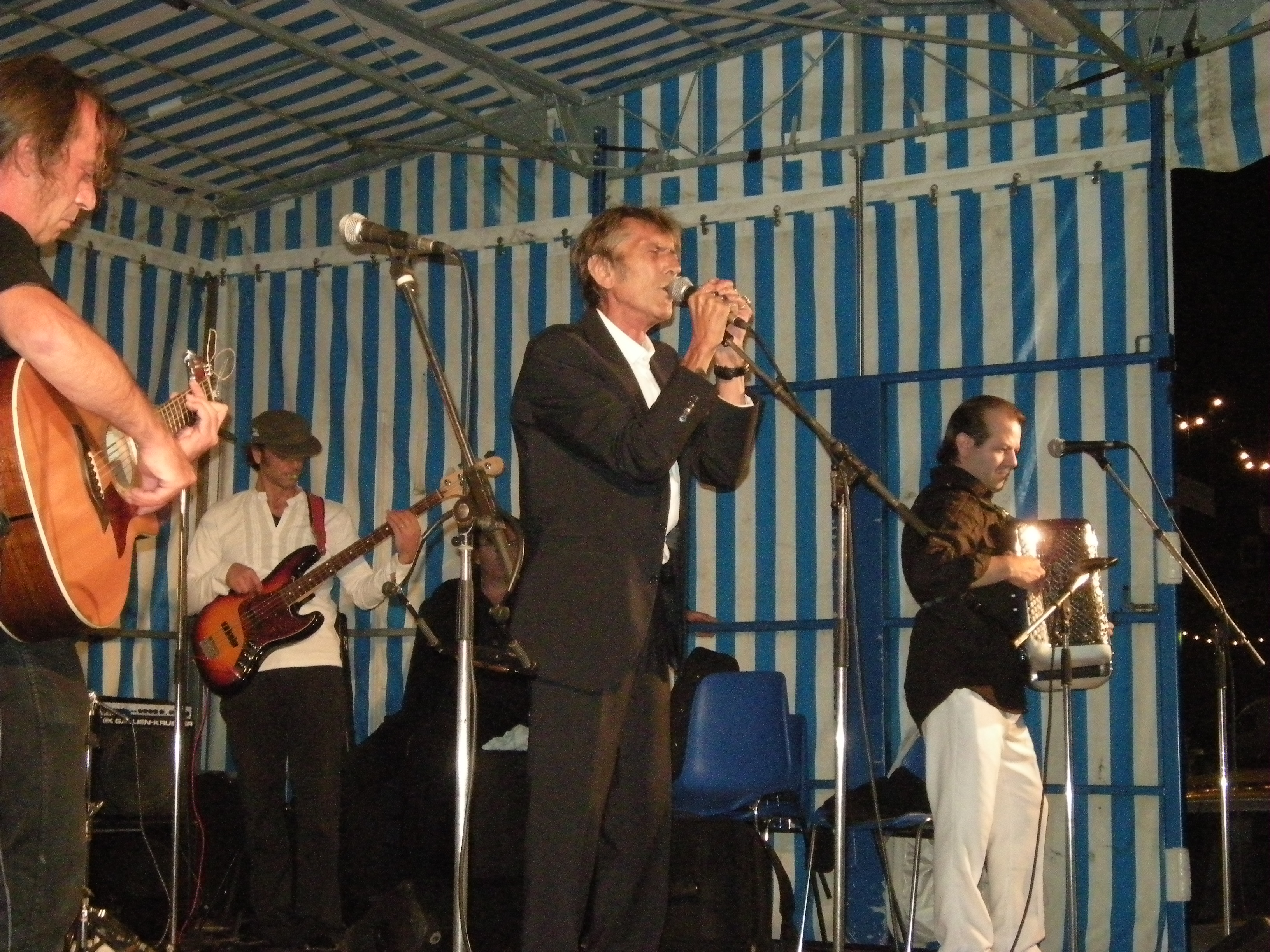
Michel Tonnerre en concert à Paimpol lors des Mardis du port, le 17 août 2010

De nombreux groupes de chanteurs amateurs se constituent pour perpétuer la tradition du chant de marins. De même, beaucoup de chorales ont quelques chants de marins à leur répertoire. Voici quelques-uns ayant une forte notoriété :
- Banana Boat : groupe vocal polonais a cappella (chants marin contemporain) ;
- Cabestan ;
- Cré tonnerre : chants de marins et composition (sud Belgique) ;
- Djiboudjep : dix disques (composition et traditionnel), dont une anthologie des chants de marins ;
- Les Gourlazous : groupe au répertoire entre chants traditionnels et mélodies contemporaines ;
- Luc Arbogast ;
- Marée de Paradis : groupe de 4 chanteurs et musiciens, répertoire musique et chants de tradition maritime de Normandie ;
- Les Marins d'Iroise : groupe issu de la Chorale Iroise (Plouzané) ;
- Michel Tonnerre : chanteur et compositeur contemporain, auteur de nombreux chants repris par de nombreux groupes ;
- Pavillon noir : groupe de cinq musiciens et chanteurs originaire de Paca ;
- Les Rives (Martine et Serge Rives) : 6 albums, 3000 concerts en France, Europe et Québec ;
- Soldat Louis : compositions récentes de chants sur la vie actuelle de marin ;
- Les Souillés de fond de cale, groupe des Côtes-d'Armor ;
- Stan Hugill ;
- Tri Yann.